# Simon Borutzki
Simon Borutzki (* 1981 in Hamm) ist ein deutscher Blockflötist und Ensembleleiter.

## Leben
Borutzki studierte Gesang an der Musikhochschule Hanns Eisler Berlin sowie Blockflöte in Frankfurt und Berlin. Er ist als Solist und Dirigent des Berliner Blockflöten Orchesters sowie als Dozent und Arrangeur aktiv.
Sein Repertoire umfasst einen großen Teil der Solo-Originalliteratur für die Blockflöte. Seine Einspielungen erscheinen bei dem Label Rondeau Production.

## Auszeichnungen
- Gebrüder-Graun-Wettbewerb (2005)
- Stipendiat der Stiftung Live Music Now (2009)